# Маковиця (хребет)
Ма́ковиця — гірський масив в Українських Карпатах, частина Вигорлат-Гутинського вулканічного хребта. Розташований у межах Закарпатської області. 
Простягається з північного заходу на південний схід — від річки Уж до річок Визниці та Латориці (південно-східні відноги хребта підступають аж до міста Мукачева). На сході Маковиця межує з масивом Синяк, на заході — з масивом Вигорлат, на півночі прилягає до Березне-Ліпшанської долини, південні та південно-західні схили переходять у Закарпатську низовину. 
Абсолютні висоти 800–900 м, найвищі вершини — Маковиця (978 м) і Анталовецька Поляна (968 м). У геологічній будові масиву беруть участь ефузивні та флішеві породи, які властиві також іншим масивам Вукланічного хребта. Гребеневі поверхні переважно гострі, локально куполоподібні, розчленовані долинами малих річок і ярами. Північні та північно-східні схили круті, місцями обривисті, південні та південно-західні — більш пологі. Переважають низькогірні місцевості, вкриті дубово-буковими (до висоти 600 м) і буковими лісами з невеликою домішкою хвойних.